# 羅家壩遺址
羅家壩遺址位於四川省達州市宣漢縣普光镇，文物遺址年代判定為新石器-漢。2002年12月27日公佈為四川省第六批省級文物保護單位。2001年6月25日列為第五批全國重點文物保護單位。